# 김아름 (스노보드 선수)

김아름(KIM A-reum, 1997년 2월 18일~)은 대한민국의 여자 스노보드 선수이다.

## 성적

### 국제성적
| 대회일           | 시합명                        | 장소                | 종목           | 결과 |
| ---------------- | ----------------------------- | ------------------- | -------------- | ---- |
| 2012년 12월 14일 | Nor-Am Cup                    | 미국 스팀보트       | 여자평행대회전 | 7위  |
| 2012년 12월 15일 | Nor-Am Cup                    | 미국 스팀보트       | 여자평행회전   | 7위  |
| 2013년 3월 26일  | Nor-Am Cup                    | 캐나다 몽트레블랑   | 여자평행대회전 | 8위  |
| 2013년 3월 27일  | Nor-Am Cup                    | 캐나다 몽트레블랑   | 여자평행회전   | 11위 |
| 2013년 4월 4일   | National Championships        | 일본 루스츠         | 여자평행대회전 | 15위 |
| 2013년 12월 18일 | Nor-Am Cup                    | 미국 스팀보트       | 여자평행회전   | 4위  |
| 2013년 12월 19일 | Nor-Am Cup                    | 미국 스팀보트       | 여자평행대회전 | 2위  |
| 2014년 1월 6일   | FIS Race                      | 대한민국 웰리힐리   | 여자평행대회전 | 2위  |
| 2014년 1월 7일   | FIS Race                      | 대한민국 웰리힐리   | 여자평행회전   | 1위  |
| 2014년 1월 20일  | FIS Race                      | 대한민국 휘닉스     | 여자평행대회전 | 2위  |
| 2014년 1월 21일  | FIS Race                      | 대한민국 휘닉스     | 여자평행회전   | 1위  |
| 2014년 3월 3일   | FIS Race                      | 대한민국 웰리힐리   | 여자평행대회전 | 4위  |
| 2014년 3월 4일   | FIS Race                      | 대한민국 웰리힐리   | 여자평행회전   | 4위  |
| 2014년 3월 12일  | National Junior Championships | 캐나다 몽트레블랑   | 여자평행대회전 | 4위  |
| 2015년 2월 10일  | Universiade                   | 스페인 시에라네바다 | 여자평행대회전 | 22위 |

## 경력
- 2015.01 제27회 그라나다 동계유니버시아드 여자 스노보드 국가대표

## 학교
- 이화여자대학교 재학